# Nordanby gärde
Nordanby gärde är en  stadsdel i det administrativa bostadsområdet Gideonsberg i Västerås. Området är ett bostadsområde som ligger söder om Norrleden, mellan Bergslagsvägen och järnvägen (Mälarbanan).
På Nordanby gärde finns bostäder: radhus och bostadsrätter, en förskola och några affärer. I mitten finns ett stort grönområde, Orrbo hage.
Området avgränsas av Norrleden, järnvägen, södra kanten av Orrbo hage, Vårlöksgatan och Bergslagsvägen.
Området gränsar i norr till Stenby, Västerås, i öster till Haga, i söder till Gideonsberg och i väster till Nordanby.